# J.E. Ahlstrand
Johan Emanuel Ahlstrand, ofta J.E. Ahlstrand, född 8 mars 1814 i Jakob och Johannes församling, Stockholm, död 20 januari 1885 i Klara församling, Stockholm, var en svensk författare, poet och pekoralist. 
J.E. kallades, och kallade sig själv, Skaldekonungen Ahlstrand.